# Elguen
Elguen (en rus: Эльген) és un poble (possiólok) de l'óblast de Magadan, a Rússia, que en el cens del 2010 tenia 24 habitants.